# Yaya Mavundla
Yaya Mavundla, (Untunjambili, África do Sul, 1 de agosto de 1988) é uma ativista transgénero, curadora, jornalista, publicista, influenciadora, designer de moda e artista multidisciplinar sul-africana.
A sua obra, que recebeu inúmeros prémios e foi exibida na África do Sul e Suiza, dá visibilidade às vidas e vozes das pessoas trans, buscando oferecer referências com as quais possam se identificar e sentir que suas existências são válidas.

## Biografia
Yaya Mavundla nasceu na África do Sul em 1988. Tornou-se conhecida após a sua participação no reality show Becoming, no qual se retratava a vida de quatro pessoas transgénero – Gina Sokoyi, Ramazan Ngobese, Yaya Mavundla e Gugu Kumalo, os obstáculos enfrentados por eles e como e acabam por enfrentá-los.
Além de ativivista, possui uma linha de roupas Queer Comfort, e também foi a responsável pela curadoria individual de exposições notáveis como Black, Trans & Bold, promovendo identidades queer a partir da arte e da moda, inaugurada no Dia da Mulher em Constitution Hill, Joanesburgo.
Como publicista, trabalhou com figuras de grande reconhecimento, como o fotógrafo e ativista visual Prof. Sir Zanele Muholi, os designers Quiteria & George, a Durban Art Gallery, o Art Bank of South Africa e a artista Lerato Kganyago.

## Prémios e Reconhecimento
Yaya acumula uma série de prémios e honras que destacam a sua visibilidade e influência na comunidade LGBTQI+, como o de Melhor Indivíduo com Estilo na The Feather Awards XV, em 2023, este considerado o maior prémio da comunidade LGBTI em África. Foi também premiada como Fashion Muse of the Year em 2021, pela Sowetan's Woman's Club Trendsetter/Influencer do ano.
Em novembro de 2024 foi anfitriã na primeira edição do International Pride Awards, na Cidade do Cabo, em África do Sul, evento que homenageou pessoas que contribuíram e ainda contribuem para a igualdade LGBTQI+.
Em 2024 foi imagem de uma marca de preservativos na campanha Saúde Sexual e inclusividade.